# Role Play
Role Play (bra: O Jogo do Disfarce) é um filme norte-americano do gênero comédia de ação dirigido por Thomas Vincent, escrito por Seth Owen, e produzido por Andrew Rona e Kaley Cuoco. O filme é estrelado por Cuoco, David Oyelowo, Rudi Dharmalingam, Connie Nielsen e Bill Nighy. O filme lançou em 12 de janeiro de 2024 na plataforma de serviço de streaming Prime Video.

## Elenco
- Kaley Cuoco como Emma Brackett
- David Oyelowo como Dave Brackett
- Bill Nighy como Bob Kellerman
- Connie Nielsen como Gwen Carver
- Rudi Dharmalingam como Raj
- Simon Delaney como Toby Berman

## Produção
Em julho de 2020, foi anunciado que o StudioCanal e a The Picture Company adquiriram Role Play, um roteiro de suspense escrito por Seth Owen, baseado em uma ideia original de George Heller, para ser produzido por Alex Heineman e Andrew Rona. Em julho de 2021, foi anunciado que Kaley Cuoco estava em negociações para estrelar no filme, bem como produzir ao lado de Heineman e Rona. outubro de 2021, foi relatado que Thomas Vincent dirigiria o filme, e os papéis de Cuoco como ator e produtor também foram confirmados.[carece de fontes?] Cuoco produzirá, no entanto, Yes, Norman Productions.
Em junho de 2022, foi anunciado que David Oyelowo foi escolhido para o papel de marido da personagem de Cuoco, e Billy Bob Thornton foi escolhido para o papel do "estranho misterioso que encontra o casal". Em julho de 2022, foi anunciado que Bill Nighy havia substituído Thornton, que teve que deixar o filme devido a um conflito de agenda. Connie Nielsen também foi escalada. O cenário principal começou no mesmo mês julho de 2022 no Studio Babelsberg em Berlim, Alemanha.

## Lançamento
Em junho de 2022, foi revelado que a Amazon Prime Video estava em negociações finais para lançar o filme nos Estados Unidos e em vários territórios internacionais. A venda foi confirmada no mesmo mês.
Role Play foi lançado pela plataforma em 12 de janeiro de 2024.

## Recepção
No site agregador de críticas Rotten Tomatoes, 26% das 35 resenhas dos críticos são positivas, com uma classificação média de 4,8/10. O Metacritic, que usa uma média ponderada, atribuiu ao filme uma pontuação de 38 em 100, baseado em 11 críticos, indicando críticas "geralmente desfavoráveis".